# Meszéna család

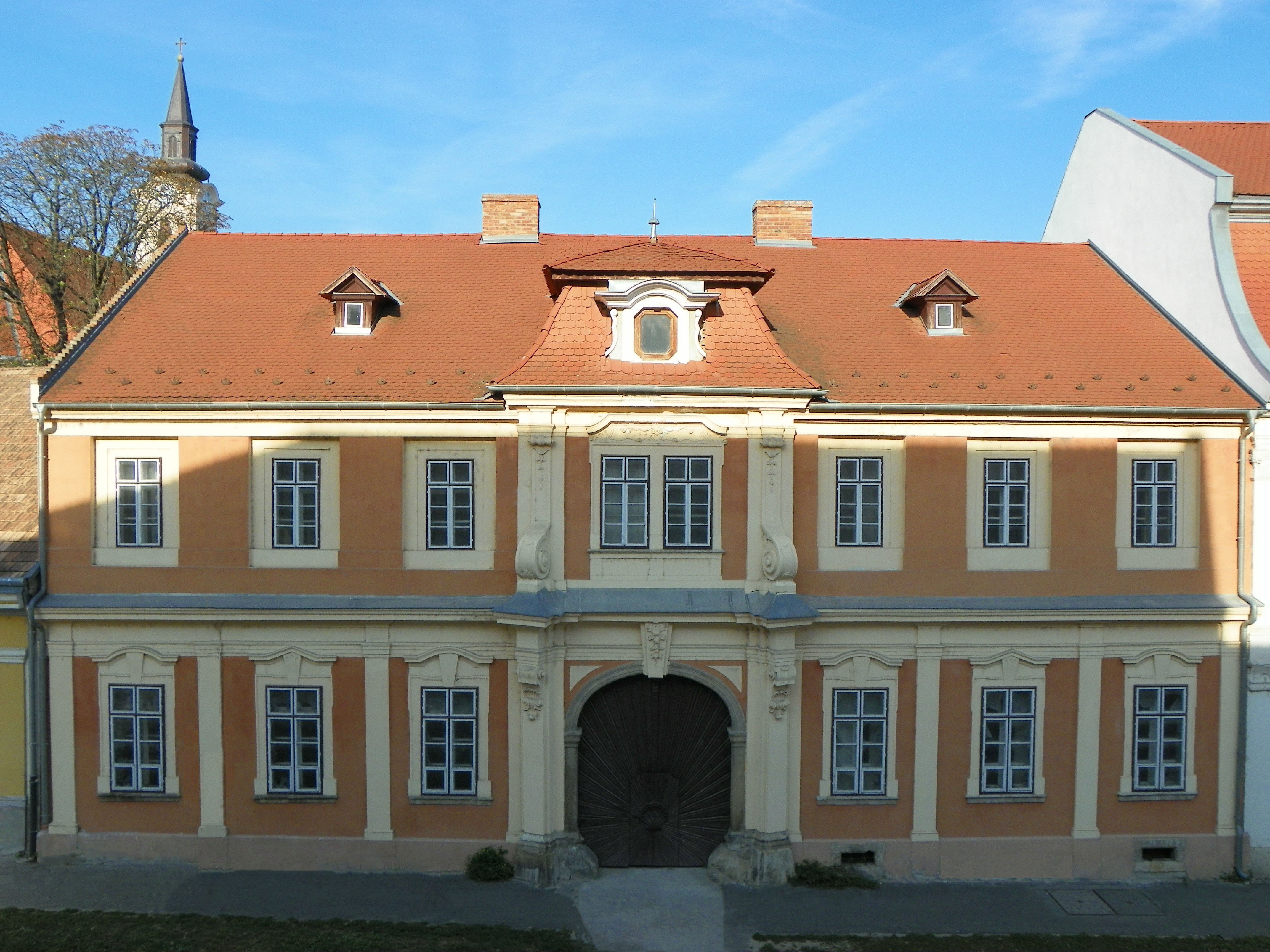
A Meszéna-ház Esztergom belvárosában

A hivvári báró Meszéna család egyike a XVII. században nemesített magyar családoknak.

## Története
A család Esztergom vármegyéből származik, de eredetileg olasz gyökerekkel bír. Egyik őse egy bizonyos Meszéna Ferenc, aki Nyitra várát védte a törökök ellen. Ott szerzett érdemeiért III. Ferdinándtól 1656. február 24-én nemesi címerlevelet kapott. Egy később élt családtag, az Esztergomban 1785. február 6-án született János, a katonai pályát választotta. 1818. március 23-án tettei miatt az akkor már főhadnagyi rangban szolgáló és Mária Terézia-renddel is kitüntetett János osztrák birodalmi bárói címet kapott hivvári előnévvel I. Ferenctől. Ekkor a bárói címet szerző országszerte kerestette családja elveszett 1656-os címerlevelét. A családtagok közül megemlítendő az 1816-ban elhunyt Sándor, aki Debrecen polgármestere, János, aki 1848-ban Esztergom vármegye alispánja volt, és Ferenc, aki korábban elvesztett megye tiszti főügyészi székét 1867-ben visszakapta.

## Címere
Borovszky Samu monográfiájában Reiszig Ede leírását találhatjuk meg:
Czímer (bárói): ezüsttel és vörössel hasított pajzs zöld pajzstalppal, abban természetes színű talajon egy négyormós torony zárt kapuval, a pajzsban a hasítási vonalon hegyével lefelé fordított, zöldkoszorún keresztül dugott, kivont egyenes kard. Sisakdísz: három ezüstvörös ezüst strucztoll. Takaró: mindkétfelől ezüstvörös. Pajzstartók: két pánczélos alak, fejükön vöröstollas hegyes sisak, derekukon kard, külső kezüket csípőjükre teszik.